# ドデシルベンゼン
ドデシルベンゼン（英: Dodecylbenzene）は、C12H25C6H5で表される有機化合物。ドデシル基(C12H25)とフェニル基(C6H5)が結合したアルキルベンゼンの一種であり、洗濯洗剤の主成分である直鎖アルキルベンゼンスルホン酸ナトリウムの前駆体となる
。消防法による第4類危険物 第3石油類に該当する。

## 製造
ベンゼンとハロゲン化アルキルから、フリーデル・クラフツ反応により製造される。

## 性質
芳香のある無色の液体で、20℃では7mPa・sの粘度を持つ。高温で分解し、二酸化炭素や一酸化炭素、刺激性のガスを生じる。工業的に使用されるものは異性体混合物であり、組成により物理的性質が若干異なる。

## 用途
洗濯用合成洗剤の主成分の直鎖アルキルベンゼンスルホン酸ナトリウム（LAS）の原料となるほか、ポリ塩化ビニルの粘度を調整するための希釈剤や、絶縁油としての用途もある。